# Haus Thielen
Das Haus Thielen im Stadtteil Bremen-Vegesack, Ortsteil Aumund-Hammersbeck, Am Becketal 17 südlich der Beckedorfer Beeke, stammt aus der 1. Hälfte des 20. Jahrhunderts.

Das Gebäude wird aktuell (2023) als Wohn- und Bürohaus genutzt.
Das Gebäude steht seit 2017 unter Bremischem Denkmalschutz.

## Geschichte
Das eingeschossige verklinkerte zurückversetzte Gebäude mit Mansarddach, mittlerem Giebelrisalit, Dachhaus und zwei Wohnungen für Angestellte der Firma wurde 1921 nach Plänen von Heinrich Jatho (Mittelshuchting) für den Ziegeleibesitzer Carl Thielen (Hammersbecker Ziegelei Carl Thielen & Co) in der Nähe zu der Ziegelei im Heimatstil des norddeutschen Backsteinexpressionismus gebaut und bereits 1922 umgebaut. 1929 vergrößerte die Familie Thielen das Haus als eigenes Sommerhaus. Das ursprüngliche rechte Zwerchhaus wurde zum Mittelrisalit mit nun mittigem Eingang.
Das Landesamt für Denkmalpflege Bremen befand: „… Gestalterische Einflüsse des Heimatstils mischten sich nun mit aktuellen Tendenzen des norddeutschen Backsteinexpressionismus. Insgesamt erinnert diese sorgsam inszenierte Eingangssituation an den berühmten Barkenhoff von Heinrich Vogeler in Worpswede. … Fast programmatisch erscheint es, dass die drei von der Straße einsehbaren Fassaden rotes Backsteinmauerwerk in teilweise aufwendiger, die Möglichkeiten des Materials demonstrierender Gestaltung aufweisen.  …“